# 禁衛裝甲師

禁卫装甲师D日编制。

禁衛裝甲師是英國陸軍在第二次世界大戰期間的一個裝甲師級部隊。 本部隊於1941年6月17日在英國本土組建，由擲彈兵衛隊，冷溪衛隊，蘇格蘭衛隊，愛爾蘭衛隊，威爾士衛隊和皇室骑兵团等英軍禁卫部隊組成。
该师在诺曼底登陆前一直留在英国本土受训。1944年6月13日，该师数辆装甲指挥车登陆诺曼底阿罗芒什莱班。在霸王行动期间，该师前进指挥部隶属于第七军并与总司令部保持联系，于法国诺曼底等候后续装甲大部队的到来。禁卫装甲师的首次参战为古德伍德行动，行动中3个装甲师攻向布尔盖比岭，旨在突破诺曼底滩头的攻势。该师随后参加向卡昂以东进军的蓝衣行动，形成法莱斯包围圈。该师后转隶于第三十军并解放布鲁塞尔。 市场花园行动中，该师作为第三十军的矛头参战，前往阿纳姆大桥与空降部队回合。行动中禁卫装甲师与美军第82空降师协同攻占奈梅亨大桥。该师战术指挥部抵达阿纳姆，但因德军反坦克炮固守桥北面，以及英军空降兵无法增援或已投降等原因，而无法夺取大桥。该师于阿登反击战期间被派往马斯河一线，预防德军突破美军防线。部分德军坦克得以突破，但随后便被阻止。该战役中寒冷的天气使得禁卫装甲师的坦克兵必须每小时都发动一次坦克引擎，以防燃料及润滑油凝固。该师随后参加真实行动及挺进德国境内的作战。1945年6月12日，即欧胜日后两个月，存在近4年的禁卫装甲师改编为步兵师，番号改为禁卫师。

## 隶属部队

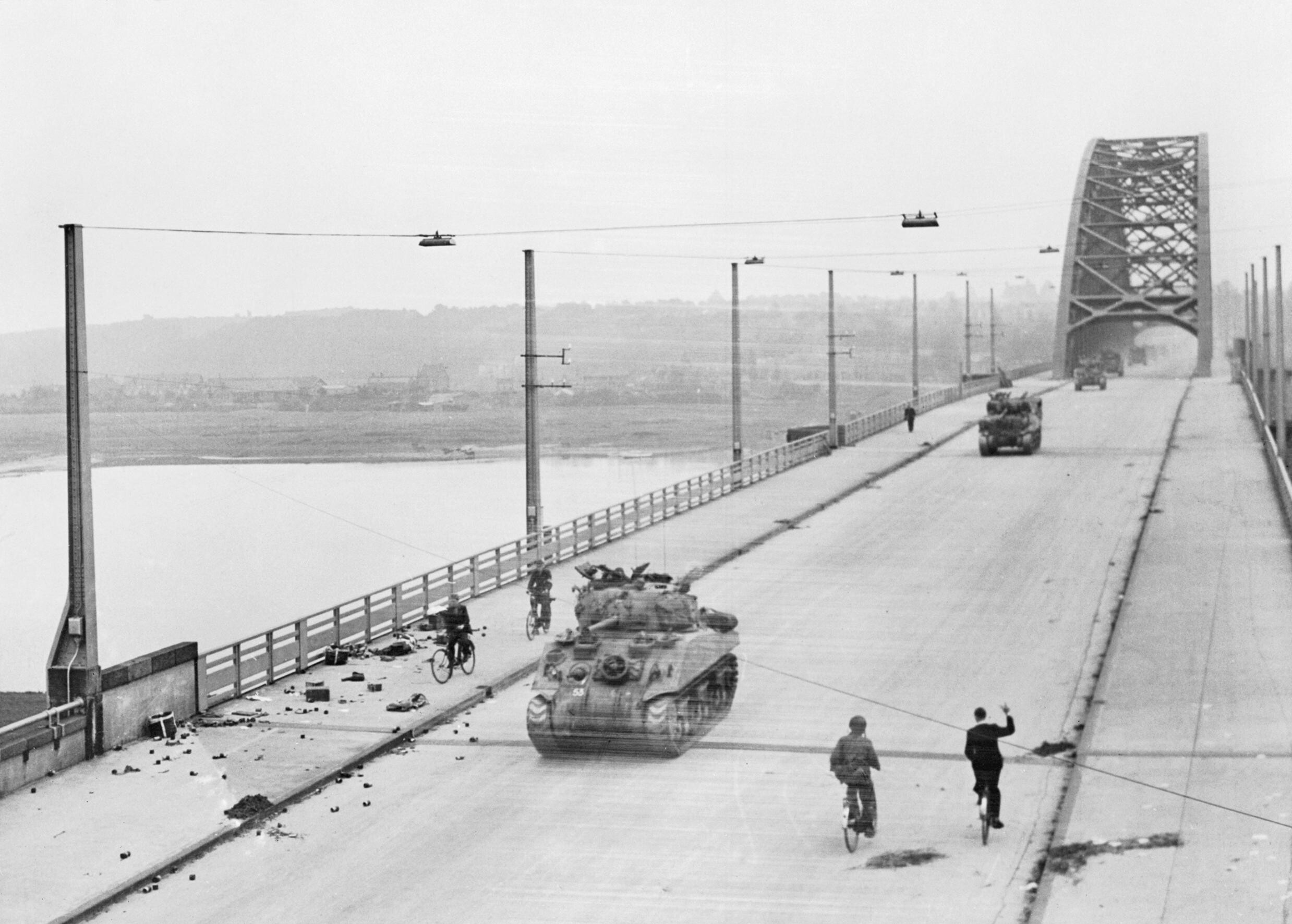
1944年9月市场花园行动期间，禁卫装甲师的谢尔曼坦克驶过该师占领的奈梅亨大桥

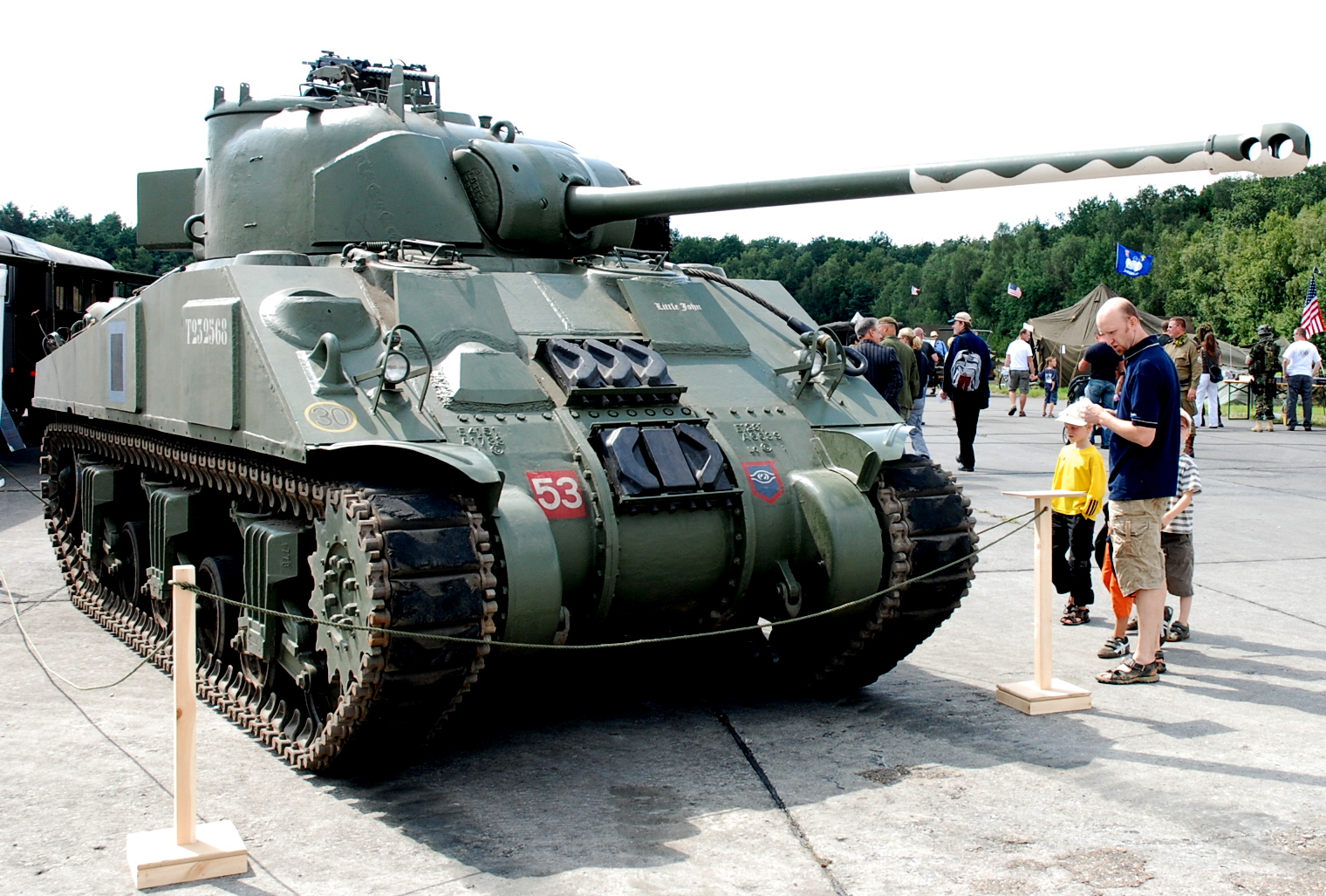
比利时于瑟尔空军基地的一辆禁卫装甲师的谢尔曼萤火虫坦克，其炮管使用了反影偽裝

- 英国陆军部直属：1941年6月17日 - 1941年9月14日[2]
- 南部指挥部（英语：Southern Command (United Kingdom)）：1941年9月15日 - 1943年3月17日[2]
- 第八军：1943年3月17日 - 1944年6月19日[2]
- 第十二军（英语：XII Corps (United Kingdom)）：1944年6月19日 - 27日[2]
- 第二集团军直属：1944年6月27日 - 1944年7月4日[2]
- 第十二军：1944年7月4日 - 13日[2]
- 第八军：1944年7月13日 - 23日[2]
- 加拿大第二军（英语：II Canadian Corps）：1944年7月24日 - 30日[2]
- 第八军：1944年7月30日 - 1944年8月28日[2]
- 第三十军：1944年8月28日 - 1944年12月12日[2]
- 第十二军：1944年12月13日 - 30日[2]
- 第三十军：1944年12月20日 - 1945年1月17日[2]
- 加拿大第一集团军（英语：First Canadian Army）直属：1945年1月18日 - 20日[2]
- 第三十军：1945年1月21日 - 1945年3月7日[2]
- 加拿大第二军：1945年3月8日 - 9日[2]
- 第三十军：1954年3月10日 - 1945年4月15日[2]
- 第十二军：1945年4月16日 - 27日[2]
- 第三十军：1945年4月11日 - 1945年6月11日[2]

## 歷任指揮官

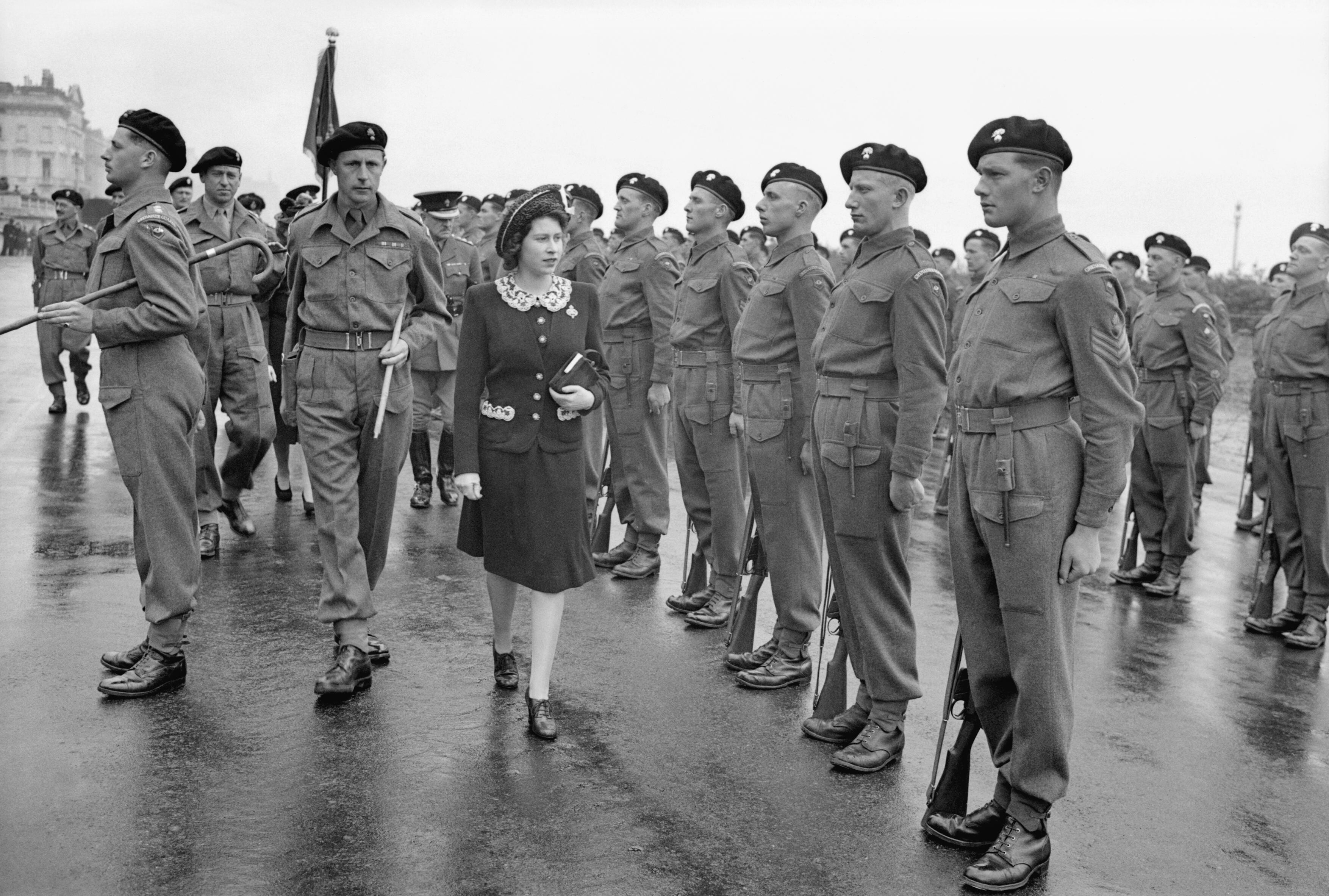
1944年5月17日，伊丽莎白公主在霍夫检阅隶属该师的第5禁卫装甲旅仪仗队

在其存在時期，禁衛裝甲師共經歷3任指揮官:
| 任命日期      | 指揮官                     |
| 1941年6月17日 | 第三代男爵奧利弗·利斯 少將 |
| 1942年9月12日 | 艾倫·阿代爾 准將           |
| 1942年9月21日 | 艾倫·阿代爾 少將           |
| 1945年12月    | 約翰·馬利昂 少將           |

## 註腳
1. ↑  223輛巡航戰車, 25輛防空戰車, 24輛近距離支援戰車，63輛輕型戰車及8輛偵察戰車[4]
2. ↑  以上两个数字均为1944年3月版英军装甲师的编装表（War Establishment）纸面数据。[5]
3. ↑  於 1942年9月12日起署任師長一職。1945年6月12日本師被重組為步兵師，阿代爾繼續擔任師長。[6]
4. ↑  1945年6月12日本師被重組為步兵師，阿代爾繼續擔任師長，禁衛裝甲師改稱禁衛師。[6]

## 引用
1. ↑  Cole p. 32
2. 1 2 3 4 5 6 7 8 9 10 11 12 13 14 15 16 17 18 19 20  Joslen, p. 11
3. ↑  Joslen, p. 129
4. ↑  Joslen, p. 9
5. ↑  Forty, George. . Sutton. 1998: 153,162. ISBN 0750914033.
6. 1 2  Joslen, pp. 11 and 34
7. ↑  Army Commands 的存檔，存档日期5 July 2015.